# Dante e Virgilio nel nono cerchio dell'Inferno
Dante e Virgilio nel nono cerchio dell'Inferno (Dante et Virgile dans le neuvième cercle de l'Enfer) è un dipinto a olio su tela realizzato dal pittore francese Gustave Doré nel 1861. L'opera si trova al museo di Brou, nel monastero reale di Brou, a Bourg-en-Bresse, nell'Ain. Venne comprata ad un'asta nel 1982.

## Descrizione
Fin da giovane Gustave Dorè si era appassionato alla Divina Commedia di Dante Alighieri, e nel 1855 incominciò a realizzare delle illustrazioni per le tre cantiche di quest'opera letteraria. Oltre alle illustrazioni realizzò anche questo quadro, tratto dai canti trentaduesimo e trentatreesimo dell'Inferno, la prima cantica della Commedia. Quando egli presentò l'opera al Salone del 1861, l'accoglienza fu un po' fredda in Francia ma entusiasta a Londra e negli Stati Uniti d'America.
L'opera di grandi dimensioni raffigura Virgilio (dalle vesti blu) e Dante (dalle vesti rosse) nel più profondo dei cerchi dell'Inferno, dove osservano dei dannati, nudi e semimmersi nel ghiaccio del Cocito. I due poeti hanno appena visitato l'Antenora (dove si puniscono i traditori della patria) e incontrato Bocca degli Abati, quando si imbattono in una scena raccapricciante, che rimanda al cannibalismo: un dannato sta mordendo ferocemente la testa di un altro, affondando i denti nel suo "fero pasto" (Inferno, XXXIII, v. 1). Si tratta del conte Ugolino della Gherardesca, che sfoga così la sua rabbia per essere stato imprigionato e condannato a morire di fame con i nipoti dall'arcivescovo pisano Ruggieri degli Ubaldini, che è il secondo dannato. La posa dei due dannati riprende direttamente una delle illustrazioni che Doré aveva realizzato per l'Inferno. La scena è avvolta dall'oscurità, soprattutto nello sfondo, e quel poco di luce che c'è colora il ghiaccio del Cocito di un colore blu-verdastro. A rendere più inquietante questo quadro sono dei dettagli realistici e cruenti, come il sangue di Ruggieri che cola sulla superficie ghiacciata dell'ultimo cerchio infernale.